# IC 1467
IC 1467 ist eine Spiralgalaxie vom Hubble-Typ Sd im Sternbild Fische auf der Ekliptik. Sie ist schätzungsweise 187 Millionen Lichtjahre von der Milchstraße entfernt.
Das Objekt wurde am 19. September 1892 von Stéphane Javelle entdeckt.